# Бенні Нільсен (футболіст)
Бенні Нільсен (дан. Benny Nielsen, нар. 17 березня 1951, Фредеріксверк) — данський футболіст, що грав на позиції нападника.
Виступав, зокрема, за «Андерлехт», з яким став володарем Кубка кубків та Суперкубка УЄФА, а також національну збірну Данії.

## Клубна кар'єра
Народився 17 березня 1951 року в місті Фредеріксверк. Вихованець футбольної школи клубу «Академіск». Дорослу футбольну кар'єру розпочав 1969 року в основній команді того ж клубу, в якій провів три сезони, взявши участь у 29 матчах чемпіонату.
У 1971 році Бенні Нільсен перебрався до Бельгії, ставши гравцем клубу «Серкль» і відіграв за команду з Брюгге наступні три сезони своєї ігрової кар'єри. Більшість часу, проведеного у складі «Серкля», був основним гравцем атакувальної ланки команди, після чого протягом 1974—1977 років захищав кольори клубу «Моленбек» і у першому ж сезоні в команді виборов титул чемпіона Бельгії.
1977 року уклав контракт з грандом бельгійського футболу клубом «Андерлехт», у складі якого провів наступні чотири роки своєї кар'єри гравця. Граючи у складі столичної команди також здебільшого виходив на поле в основному складі команди. За цей час додав до переліку своїх трофеїв ще один титул чемпіона Бельгії, а також ставав володарем Кубка кубків та Суперкубка УЄФА. У всіх змаганнях він зіграв 129 матчів у футболці «Андерлехта», забивши 45 голів.
У 1981 році Нільсен став гравцем французького «Сент-Етьєна». У Дивізіоні 1 він дебютував 12 вересня 1981 року в грі проти «Ліона» (4:0), в якій також забив гол. Загалом за підсумками сезону 1981/1982 разом зі «Сент-Етьєном» він став віце-чемпіоном Франції, забивши у тому турнірі 5 голів у 22 іграх.
Завершив ігрову кар'єру у рідній команді «Академіск», за яку виступав протягом 1981—1982 років у другому дивізіоні країни.

## Виступи за збірну
11 листопада 1970 року дебютував в офіційних іграх у складі національної збірної Данії у кваліфікаційному матчі до чемпіонату Європи 1972 року з Шотландією (0:1).
Загалом протягом кар'єри у національній команді, яка тривала 11 років, провів у її формі 28 матчів, забивши 7 голів.

## Титули і досягнення
- Чемпіон Бельгії (2):

«Моленбек»: 1974–75
«Андерлехт»: 1980–81
- Володар Кубка Кубків УЄФА (1):

«Андерлехт»: 1977–78
- Володар Суперкубка УЄФА (1):

«Андерлехт»: 1978